# Maria Krzysztofa Klomfass i XIV towarzyszek

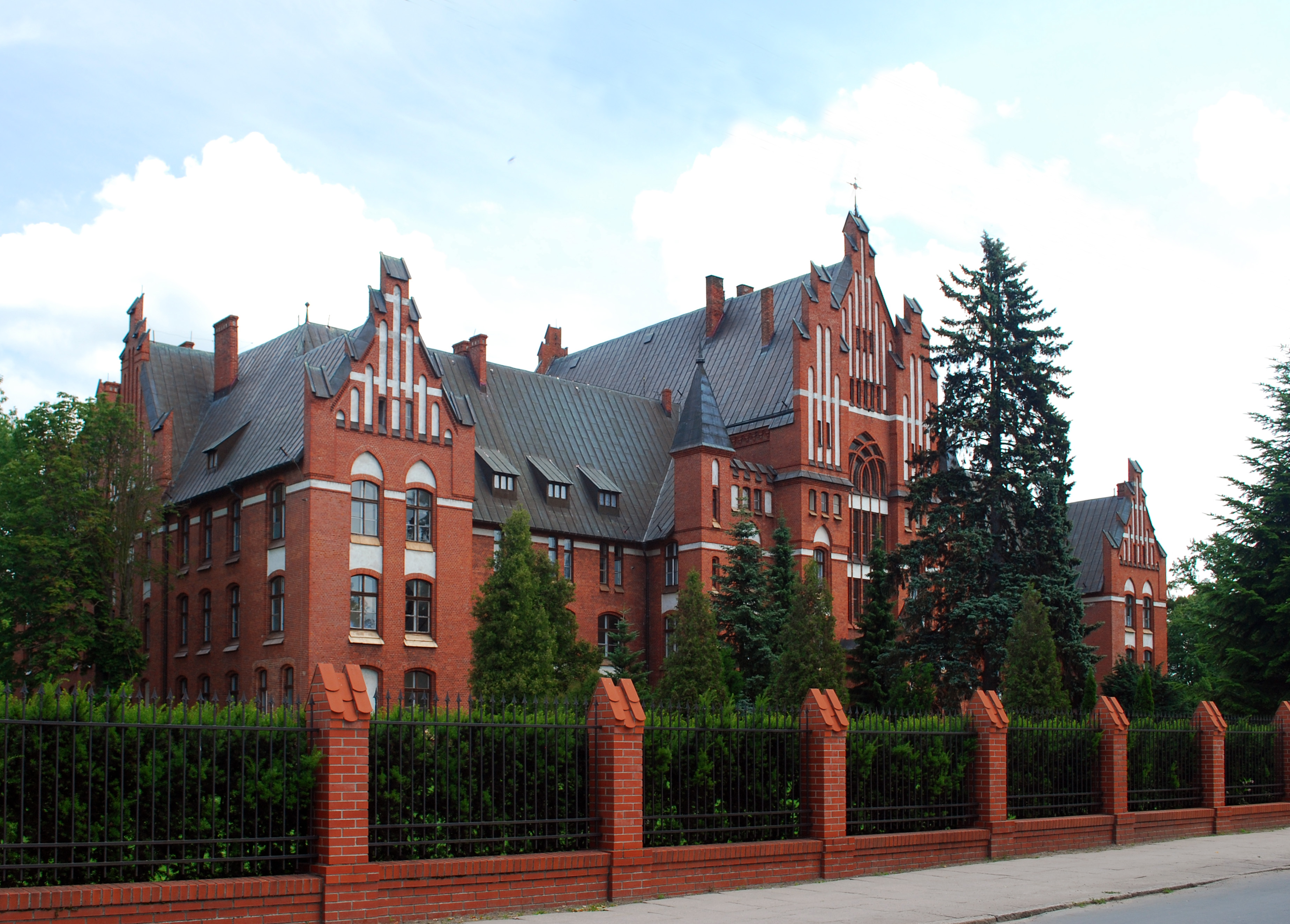
Dom prowincjalny „Regina Coeli” w Braniewie

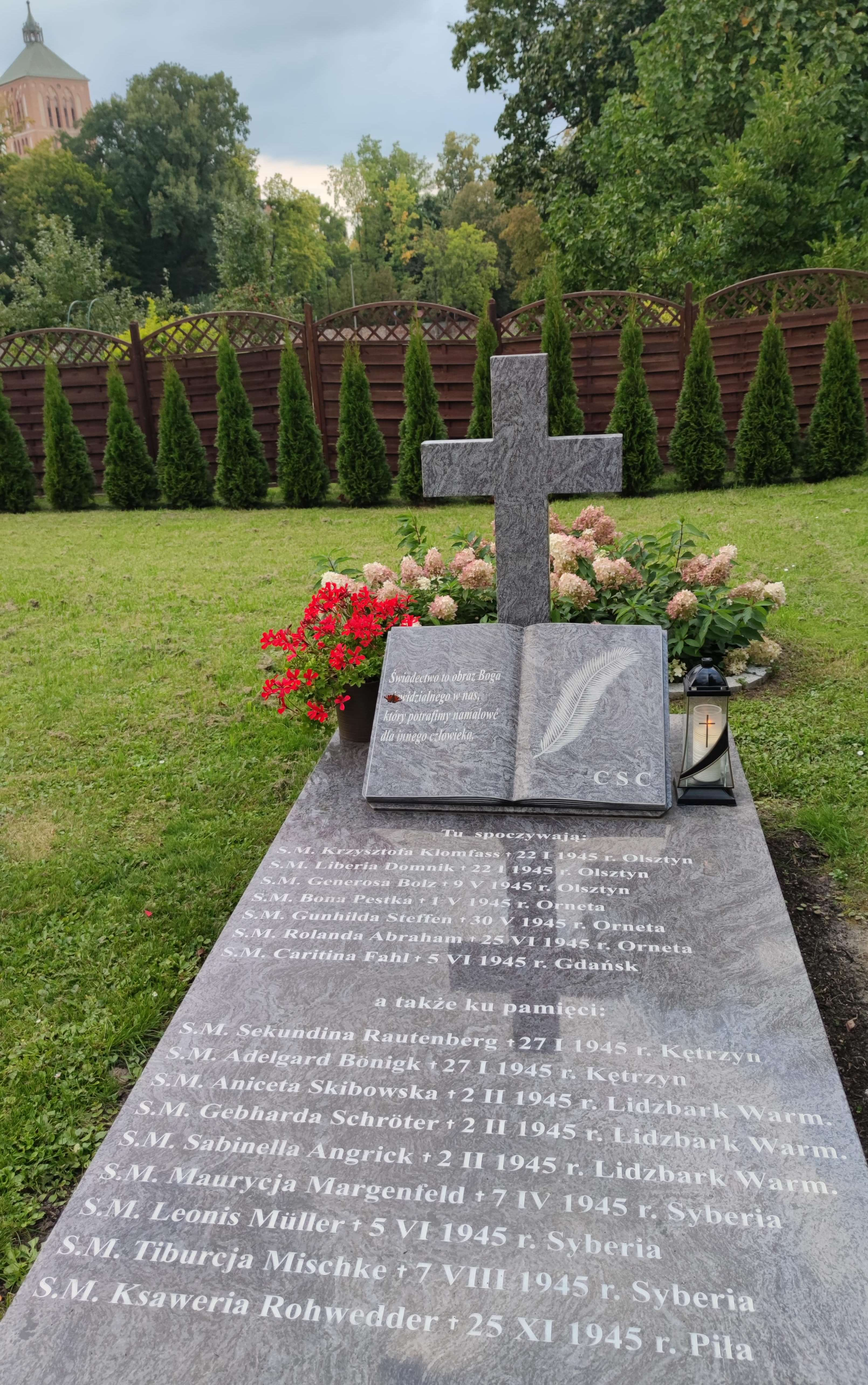
Zbiorowy grób Błogosławionych na cmentarzu przyklasztornym w Braniewie

Maria Krzysztofa Klomfass i XIV towarzyszek (ur. między 25 maja 1882 a 2 września 1918 na terenach województwa pomorskiego i warmińsko-mazurskiego, zm. między 22 stycznia 1945 a 25 listopada 1945 na terenach ZSRR i województwa warmińsko-mazurskiego) – niemieckie i polskie zakonnice ze zgromadzenia Sióstr św. Katarzyny Dziewicy i Męczennicy, błogosławione męczennice Kościoła katolickiego.

## Męczennice

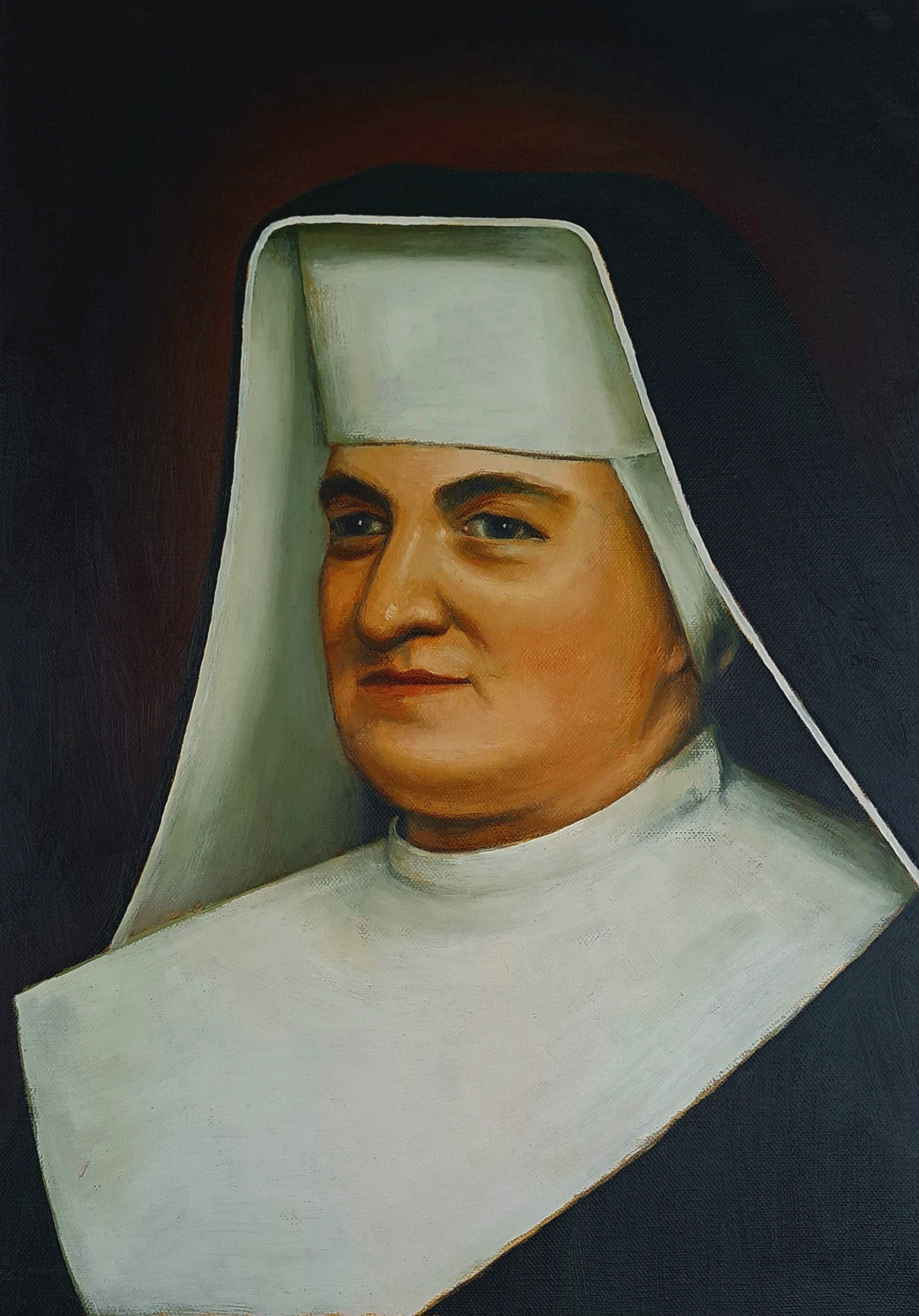
Maria Krzysztofa

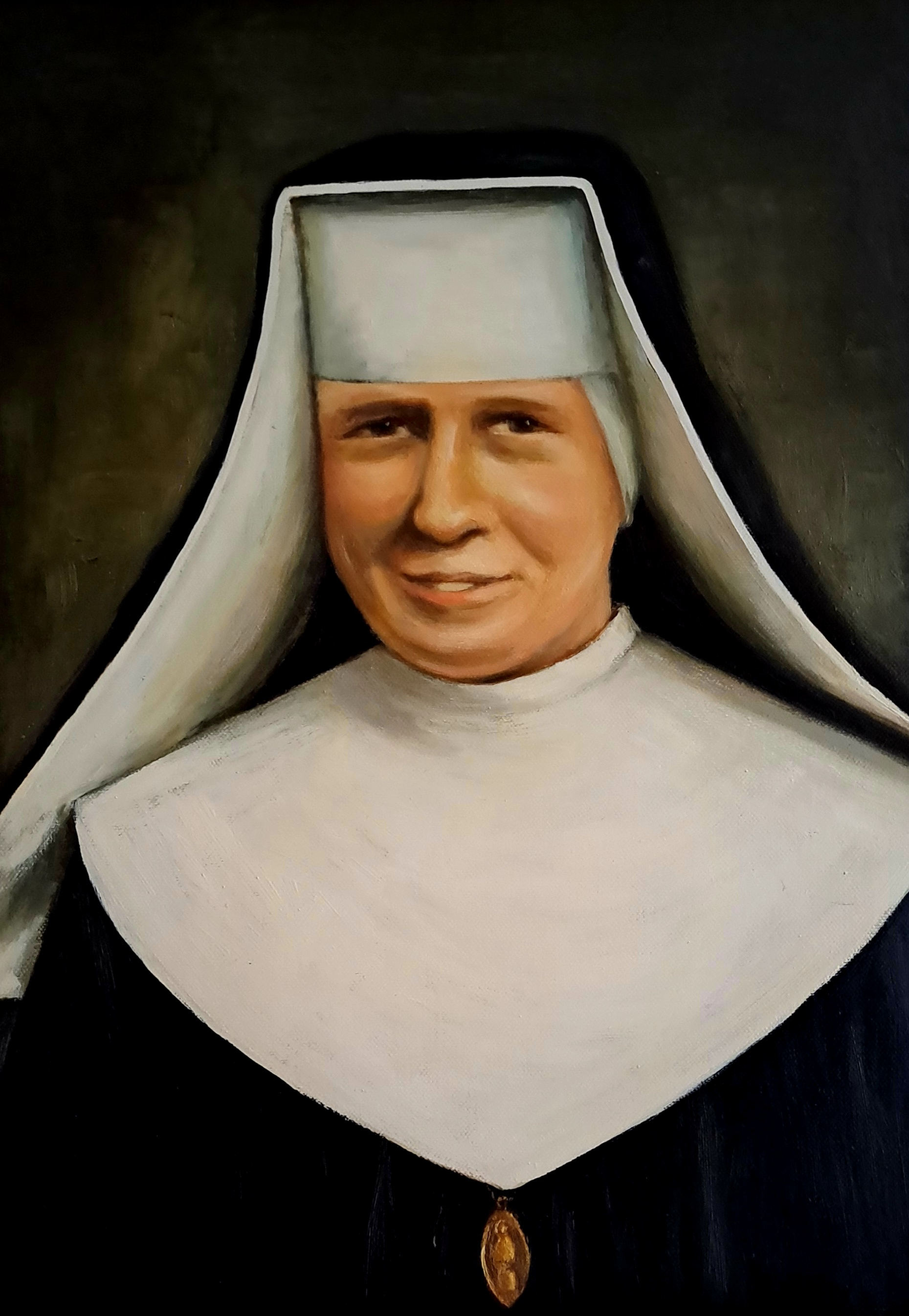
Maria Rolanda

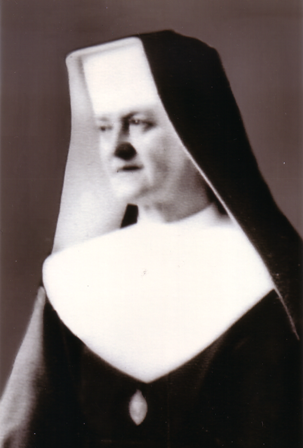
Maria Caritina

- Maria Krzysztofa Klomfass (ur. 19 sierpnia 1903 w Raszągu, zm. 22 stycznia 1945 w Olsztynie). Urodziła się jako córka Augusta i Rozalii Such. Na chrzcie otrzymała imię Marta[1]. Wychowywana była w pobożnej atmosferze, gdyż jej matka należała do III Zakonu św. Franciszka. W 1918 r. Marta rozpoczęła naukę w szkole krawieckiej w Biskupcu, tam też poznała siostry ze zgromadzenia św. Katarzyny. Mając 19 lat udała się do Braniewa i poprosiła o przyjęcie do postulatu. Widząc zaangażowanie Marty, postanowiono wysłać ją do szkoły pielęgniarskiej w Królewcu. W 1926 roku uzyskała dyplom państwowy i została przyjęta do nowicjatu. Otrzymała w nim imię Krzysztofa. W roku 1928 składa pierwsze śluby zakonne. Prawdopodobnie na wiosnę lub jesień 1931 złożyła profesję wieczystą. Podejmowała pracę pielęgniarską na placówkach zakonnych w Sząbruku, Fromborku, Bartągu i Barczewie. W 1939 roku s. Maria Krzysztofa została przydzielona do pracy w Olsztynie przy Szpitalu Mariackim. Tam dała się poznać jako wybitna i rzetelna pielęgniarka oddziałowa. Z początkiem roku 1945 wiadomo było, że trzeba ewakuować się z ludnością cywilną z powodu nadchodzącej Armii Czerwonej. Dnia 21 stycznia 1945 r. radzieckie oddziały II frontu białoruskiego zajęły Olsztyn. Z powodu chaosu i braku koordynacji przy ewakuacji, siostry postanawiają zostać z chorymi i dziećmi i wraz z nimi podzielić niepewny los. Do Szpitala Mariackiego wkroczyli żołnierze, którzy zaczęli grabić, mordować i gwałcić kobiety. Siostra Krzysztofa została wyciągnięta siłą z grupy sióstr, uprowadzona do bunkra szpitalnego, a tam zostaje wielokrotnie zgwałcona i ostatecznie, w odpowiedzi za swój opór, zamordowana. Ciało siostry nosiło ślady brutalnego pobicia, gwałtu i wielu ran kłutych. W klatce piersiowej s. Krzysztofy widniał sztylet. Siostra Krzysztofa została pochowana na cmentarzu przy Szpitalu Mariackim w Olsztynie. Jest pierwszą ze 102 sióstr katarzynek, które zginęły z rąk żołnierzy Armii Czerwonej, dlatego postanowiono, że to s. Krzysztofa będzie w procesie beatyfikacyjnym przewodzić pozostałym kandydatkom na ołtarze[2][3].
- Maria Liberia Domnick[2][3] (ur. 12 października 1904 w Klewnie, zm. 22 stycznia 1945 w Olsztynie). Maria urodziła się w Klewnie jako córka leśniczego Józefa oraz Marii Teresy Reiss. Jej ojciec był inicjatorem budowy kościoła w Warpunach. Maria uczęszczała do szkoły podstawowej w Szymanowie, a następnie ukończyła kurs krawiecki. Z siostrami św. Katarzyny zetknęła się prawdopodobnie w Reszlu lub Świętej Lipce. Do zgromadzenia wstąpiła ok. roku 1926 i została wysłana do szkoły pielęgniarskiej w Królewcu. W 1930 roku rozpoczęła nowicjat w Braniewie, otrzymując imię Liberia. Pracowała jako opiekunka parafialna w takich miejscowościach jak Trzciel i Sztum. Na polecenie przełożonych w 1937 została posłana do pracy przy Szpitalu Mariackim w Olsztynie. Tam asystowała przy operacjach i powierzono jej zadanie instrumentariuszki. Dnia 22 stycznia 1945 roku podczas ewakuacji Szpitala Mariackiego towarzyszyła grupie dzieci. Z powodu braku lokomotywy i przepełnionych wagonów umieściła dzieci w schronie przy dworcu kolejowym. Po atakach żołnierzy na pacjentów szpitala s. Liberia wyszła na ulice miasta Olsztyna, by poszukać jedzenia i picia dla podopiecznych. Została zastrzelona, a schron z dziećmi został później wysadzony w powietrze. Ciało s. Liberii po paru dniach pochowano na cmentarzu przy Szpitalu Mariackim obok s. Krzysztofy.

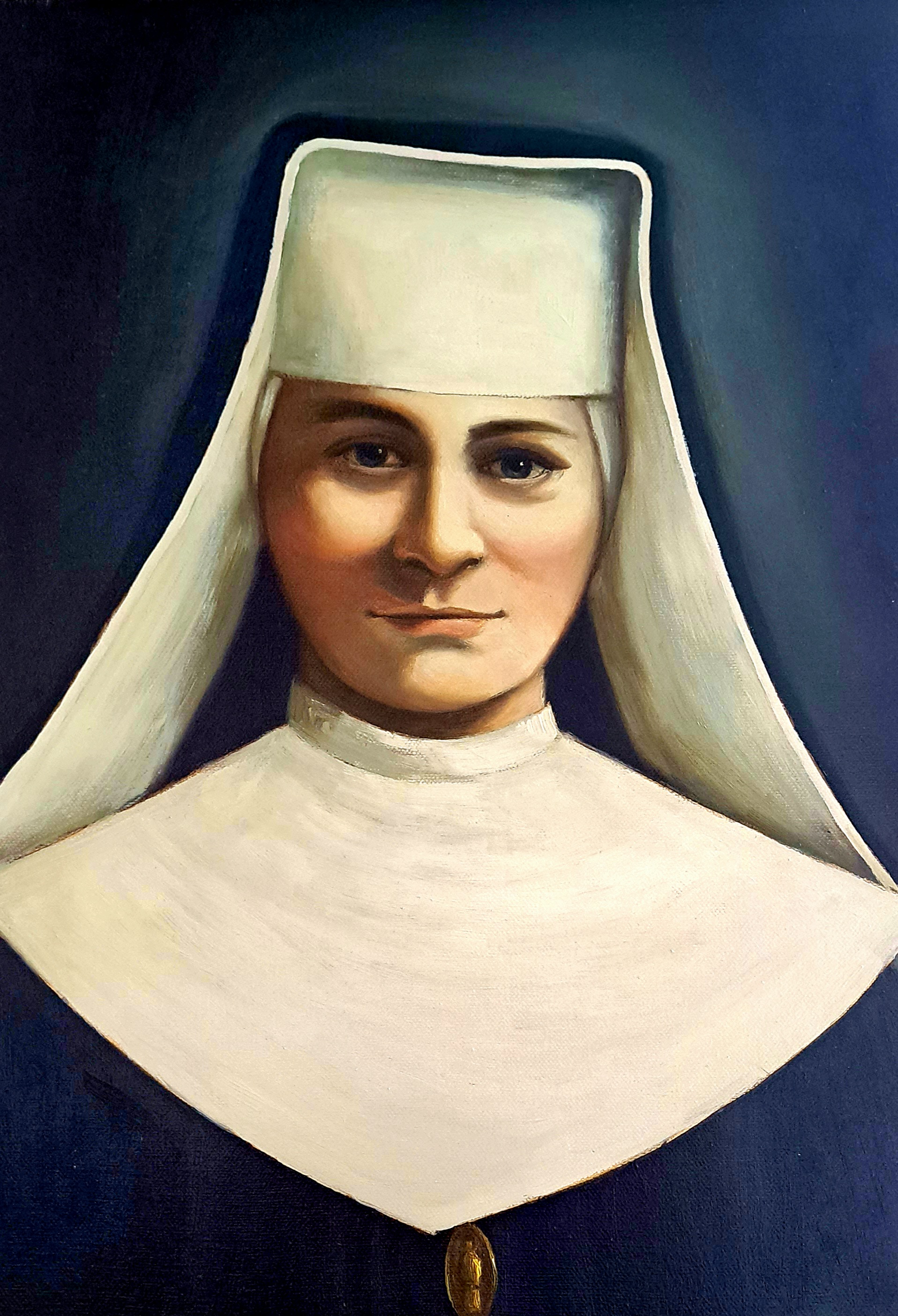
Maria Leonis

- Maria KrzysztofaMaria RolandaMaria CaritinaMaria LeonisMaria Maurycja Margenfeld[2][3] (ur. 24 kwietnia 1904 w Sawitach, zm. 7 kwietnia 1945 w Tule, ZSRR). Urodziła się jako piąte dziecko Franza i Marty Kuhn w 1904 r. Na chrzcie otrzymała imię Maria. Rodzice byli rolnikami wychowującymi dziewięcioro dzieci. Anna pobierała naukę w szkole gospodarstwa w Ornecie. Zapewniała ona gruntowne wykształcenie, by młode panny umiejętnie prowadziły swój dom w przyszłości. Szkoła podlegała i prowadzona była przez siostry św. Katarzyny. W 1927 roku Anna wstępuje do Zgromadzenia sióstr Katarzynek w Braniewie. Dyplom pielęgniarki otrzymała w Olsztynie. W 1930 roku rozpoczęła nowicjat, a po pierwszych ślubach zakonnych zostaje wysłana do Szpitala św. Gertrudy w Berlinie. Bardzo szybko została tam pielęgniarka oddziałową. Na wyraźne żądanie swojej przełożonej została wysłana na kurs dietetyki. Po ukończeniu odpowiedniej szkoły zostaje przydzielona do pracy jako szpitalny dietetyk. W 1937 roku powróciła na Warmię, do Szpitala Mariackiego w Olsztynie. W szpitalu tym pracowała m.in. z siostrami: Krzysztofą, Boną, Leonis i Generosą Bolz, której proces beatyfikacyjny prowadzony jest oddzielnie.. W 1944 zaczęto przeczuwać na Warmii, że Związek Radziecki zagraża ludności Prus Wschodnich. W styczniu 1945 r. w czasie napadu żołnierzy Armii Czerwonej na szpital, została wyrwana z grupy współsióstr i wielokrotnie zgwałcona, następnie z grupą ocalałych uwięziono ją w miejskim więzieniu. Dnia 3 lutego 1945 roku z Olsztyna poprzez Przasnysz doprowadzono więźniów do Ciechanowa. Tam podzielono więźniów na grupy, wtłoczono do wagonów towarowych i wysłano w głąb Rosji. Siostra Maurycja została przewieziona do miejscowości Tuła, gdzie utworzono obóz dla jeńców. Ocalałe siostry katarzynki otrzymały przydział opiekowania się chorymi na czerwonkę i tyfus. W połowie marca aż cztery z nich zaraziły się tymi chorobami. Siostra Maurycja zmarła 7 kwietnia 1945 roku w łagrze Tuła. Miejsce jej spoczynku nie jest znane.
- Maria Leonis Müller[2][3] (ur. 3 lutego 1913 w Gdańsku, zm. 5 czerwca 1945 na terenie ZSRR). Przyszła na świat w Wolnym Mieście Gdańsk w rodzinie klasy średniej. Na chrzcie otrzymała imiona Katarzyna Elżbieta. Ojciec Bruno prowadził sklep na Dolnym Mieście. Matka Anna Dams zajmowała się domem. Ojciec był wyznania rzymskokatolickiego, matka zaś była protestantką. W gimnazjum prowadzonym przez siostry Urszulanki odkryto jej talent do przedmiotów ścisłych, a także do języków. Świetnie nauczyła się języka angielskiego, a potem łaciny. Zagadką zostaje fakt, w jaki sposób poznała zgromadzenie sióstr św. Katarzyny, które nie posiadało domów w Gdańsku i okolicach. Rodzice nie ułatwili jej wstąpienia do zakonu – żeby do niego wstąpić, należało wnieść posag. W tym celu Katarzyna zatrudniła się w biurze. Mając 19 lat wstąpiła do zgromadzenia w Braniewie. Przełożone zgromadzenia umieściły ją w liceum, a następnie w szkole pedagogicznej. W 1936 r. rozpoczęła nowicjat, a na praktyki zakonne wysłano ją do Lidzbarka Warmińskiego. Pracowała tam jako pedagog w kolegium żeńskim. Podczas II wojny światowej skierowano ją do szpitala polowego w Pieniężnie, a w 1940 roku otrzymała przeniesienie do domu nowicjatu. Śluby wieczyste złożyła uroczyście w 1941 roku. Od 1942 uczyła się w Królewcu na Uniwersytecie Albrechta, ale z powodu doktryny nazistowskiej na uczelni, poprosiła przełożoną o zwolnienie jej z tych studiów. Nie zgadzała się z ideologią faszystowską. Rozpoczęła pracę w Olsztynie przy Szpitalu Mariackim. Tam w styczniu 1945 r. została pobita, a następnie odizolowana od sióstr i wielokrotnie zgwałcona przez żołnierzy Armii Czerwonej. Ocalałych umieszczono w więzieniu Olsztyńskim, a następnie przewieziono do Ciechanowa, skąd miano ich wysłać w głąb Rosji. Z powodu pęknięcia podstawy czaszki wpadała w stany śpiączki i wydawała się jakby martwa. Jej współsióstry nie pozwalały żołnierzom radzieckim odesłać ją w takim stanie do kostnicy czy też zabrać ją i pochować w zbiorowych mogiłach. Po czterech tygodniach przebywania w obozie w Ciechanowie została deportowana w głąb Rosji. Zmarła 5 czerwca 1945 r. prawdopodobnie w drodze do łagru w Tule.
- Maria Tiburtia Mischke[2][3] (ur. 27 października 1888 we wsi Krokowa, zm. 7 sierpnia 1945 w Ossanowie ZSRR). Cecylia, gdyż takie otrzymała imię na chrzcie, urodziła się w 1988 roku w rodzinie posiadającej duże gospodarstwo rolne. Ojciec Józef był kupcem, a matka Elżbieta Weissenfeldt zajmowała się wychowaniem dwunastu pociech. Uczęszczała do szkoły podstawowej w Krokowie, a następnie w Jezioranach. Jej dwie siostry wstąpiły do sióstr katarzynek. W 1907 roku Cecylia sama decyduje się na ten krok i prosi o przyjęcie do Zgromadzenia. Została skierowana do pracy pielęgniarskiej w Biskupcu. Nie spodziewała się, że spędzi tam 12 lat swojego życia. W 1921 r. została, decyzją przełożonych, przeniesiona do Klewek. Parafia Klewki składała się z jedenastu wiosek, w których to s. Tiburtia służyła jako pomoc medyczna. Dnia 21 stycznia 1945 r. s. Tiburtia ruszyła z Klewek do oddalonego o 8 km Olsztyna, by rozeznać się w sytuacji po wejściu Armii Czerwonej. Dotarła do Szpitala Mariackiego, gdzie podzieliła los innych sióstr i kobiet. Stała się ofiarą gwałtów, maltretowania i bicia, gdy walczyła o swoją godność. Grupy ocalałych zostały przez żołnierzy Armii Czerwonej umieszczone w olsztyńskim więzieniu. Po pobycie w tym miejscu wraz z grupą sióstr została wysłana do Ciechanowa, a następnie w głąb ZSRR. Pierwszym miejscem jej pobytu był obóz w Tule, a następnie została przeniesiona do łagrów Ossanowa. W lipcu 1945 roku s. Tiburtia zachorowała na tyfus, obiecała jedynej żyjącej Katarzynce – s. Anysli, że jeżeli umrze, wyjedna jej łaskę powrotu do kraju. Siostra Tiburtia zmarła 7 sierpnia 1945 roku i pochowano ją na skraju zapomnianego cmentarza w Ossanowie. Siostra Anyslia powróciła do Braniewa i złożyła świadectwo o zmarłych tam siostrach katarzynkach.
- Maria Sekundina Rautenberg[2][3] (ur. 23 grudnia 1887 w Gołogórze, zm. 27 stycznia 1945 w Kętrzynie). Urodziła się 23 grudnia jako bliźniacza siostra Franza, a córka Andreasa i Rosy. Na chrzcie otrzymała imię Barbara. Nie wiele wiadomo o jej wczesnej edukacji, dyplom pielęgniarki zdobyła, jeszcze, gdy mieszkała z rodziną. Jej dwie starsze siostry wstąpiły do Zgromadzenia sióstr św. Katarzyny, a ona sama poprosiła o przyjęcie w 1909 roku. Na pewno śluby wieczyste złożyła tuż po nowicjacie w 1912 roku. Był to ostatni rocznik sióstr zakonnych, który składał śluby wieczyste po nowicjacie. W następnych latach składano już śluby czasowe. Jej pierwszą placówką był szpital w Berlinie. Tam zastała ją I wojna światowa. Wraz z grupą sióstr została posłana na Śląsk, gdzie przez okres trzech lat opiekuje się rannymi żołnierzami. Za swoją pracę została odznaczona Medalem Kawalerów Maltańskich. Jej kolejne placówki to szpital w Olsztynie, szpital w Królewcu, a następnie Kętrzyn, gdzie przydzielono s. Sekundinę do pracy przy parafii. 23 stycznia 1945 roku mieszkańcy Kętrzyna zdali sobie sprawę, że trzeba uciekać przed Armią Czerwoną. Na miejscu zostały dwie siostry zakonne i proboszcz parafii św. Katarzyny. Chciały bronić chorych i starców. Jak podają świadkowie, siostry zostały przesłuchane, pobite i zgwałcone, a następnie 27 stycznia, ciągnięte za samochodem po ulicach miasta. Zamiast sznura użyto ich różańców. Ich ciała leżały na ulicach miasta przez wiele dni. Miejsce pochówku s. Sekundiny nie jest znane.
- Maria Adelgard Bönigk[2][3] (ur. 5 lutego 1900 w Starym Targu, zm. 27 stycznia 1945 w Kętrzynie). Agata Eufemia urodziła się 5 lutego 1900 roku jako jedno z bliźniąt nauczyciela Augusta i Marii Kraemer. Ojciec był nauczycielem, matka zaś zajmowała się domem. Małżeństwo to miało jeszcze jedną parę bliźniąt. Agata dorastała w domu wydzielonym ze szkoły, w której pracował jej ojciec. Jej najstarszy brat Alojzy po zakończeniu I wojny światowej wstąpił do seminarium duchownego w Braniewie. W 1923 roku zmarł nagle jej ojciec i rodzina musiała opuścić mieszkanie nauczycielskie przy szkole. Rodzina przeniosła się do Braniewa, w którym urodziła się i działała założycielka Zgromadzenia Sióstr Katarzynek Regina Protmann. W tym samym roku Agata wstąpiła do Zgromadzenia sióstr Św. Katarzyny, które znała ze swojej rodzinnej miejscowości. Pierwsze śluby złożyła w 1926 roku i na polecenie matki generalnej skierowano ją do pracy wychowawczej. Prowadziła w Braniewie internat dla chłopców. W Lidzbarku Warmińskim została wychowawcą w domu dziecka dla chłopców. Ze świadectw dawnych wychowanków można wywnioskować, że była szanowana i przez nich kochana. W 1932 roku złożyła śluby wieczyste w obecności biskupa Kallera. W Lidzbarku Warmińskim Adelgard spędziła jedenaście lat swojego życia. Rok 1938 przyniósł nowe zmiany i s. Adelgard podjęła pracę w zakładzie wychowawczym dla dziewcząt moralnie zaniedbanych w Braniewie, w Fundacji św. Magdaleny. Do Kętrzyna została skierowana jako wychowawczyni przy parafii oraz pomoc ambulatoryjna. Koniec stycznia 1945 roku okazał się dla Kętrzyna miesiącem okrutnych zmagań z żołnierzami Armii Czerwonej. 27 stycznia s. Adelgard zostaje zatrzymana, przesłuchana, zgwałcona, a na koniec przywiązana do auta i wleczona po ulicach Kętrzyna. Jej ciało przez wiele dni leżało na ulicy miasta. Miejsce jej spoczynku nie jest znane.
- Maria Aniceta Skibowska[2][3] (ur. 12 sierpnia 1882 w Bartągu, zm. 2 lutego 1945 w Lidzbarku Warmińskim). Klara Anna urodziła się w 1882 roku w sporym majątku rolnym w Bartągu jako córka Jana i Marii Freundt. Była najmłodszym z pięciorga dzieckiem. Jan doczekał się z małżeństwa samych córek. Cztery wyszły za mąż, zaś Klara obrała inną drogę życia. Mając czternaście lat była świadkiem śmierci swojego ojca. Majątek przejęła jedna ze starszych sióstr. Ojcowiznę wtedy otrzymaną przekazała prawdopodobnie na przyszły posag oraz na opłacenie szkoły pielęgniarskiej. Zawód ten zdobyła jeszcze przed wstąpieniem do Zgromadzenia. Do furty zakonnej zapukała w 1902 roku, prosząc o możliwość przyjęcia jej w szeregi sióstr św. Katarzyny. Formację odbywała w starym domu Zgromadzenia, ufundowanym i zbudowanym przez Matkę Reginę Protmann. W 1905 roku s. Aniceta złożyła uroczyste śluby wieczyste. Jej pierwszą placówką był klasztor w Elblągu, gdzie pracowała jako pielęgniarka. Została przeniesiona w roku następnym do takiej samej pracy przy kościele św. Jakuba w Olsztynie. W 1910 roku wyjechała na placówkę przy szpitalu św. Gertrudy w Berlinie, po wybuchu I wojny światowej został on przekształcony w lazaret dla żołnierzy. Za wybitną pracę s. Aniceta została odznaczona medalem zasługi Czerwonego Krzyża. W 1916 powróciła do Olsztyna, gdzie wspólnota boleśnie odczuła śmierć młodych sióstr, które zraziły się gruźlicą. Odeszły wtedy młode siostry: Marcia Angrick i Consoria Enge. Wiadomo też, że przez pewien czas była przełożoną domów w Olsztynie i Berlinie. Pracowała również w domach w Pieniężnie, Ornecie, Mrągowie. W 1934 roku, na polecenie matki generalnej, zostaje skierowana do pracy w Lidzbarku Warmińskim. W 1937 roku była świadkiem prowokacji młodzieżowych bojówek nazistowskich podczas procesji Bożego Ciała. Spowodowały one prześladowania i aresztowania wśród mieszkańców miasta. 31 stycznia 1945 roku do Lidzbarka Warmińskiego wtargnęły oddziały Armii Czerwonej. Cała wspólnota sióstr nie skorzystała z możliwości ucieczki i pozostała w mieście, aby pomóc przebywającej tam ludności. Wieczorem 2 lutego żołnierze zajęli pomieszczenia klasztoru. Zaczęło się plądrowanie, picie, maltretowanie. Żądano jedzenia i wina, a przebywające w klasztorze siostry zostały umieszczone w refektarzu. Siostra Aniceta wraz ze wspólnotą broniła się przed wyrwaniem z grupy i pewnym gwałtem ze strony agresywnych żołnierzy. W czasie szarpaniny, gdy nie chciała iść z jednym z agresorów, została postrzelona w brzuch. Zmarła chwilę później na rękach s. Gebhardy.
- Maria Gebharda Schröter[2][3] (ur. 1 grudnia 1886 w Karszewie, zm. 2 lutego 1945 w Lidzbarku Warmińskim). Maria Schröder urodziła się w Karszewie jako córka Mikołaja i Anny. Małżeństwo posiadało spory dom i gospodarstwo. Nie ma wzmianek o tym, ile rodzeństwa posiadała Maria. Brak również dokumentów o jej bardzo wczesnym życiu. Wiadomo, że Maria ukończyła szkołę pielęgniarską, ale czy zrobiła to przed wstąpieniem do Zgromadzenia czy już w samym Zgromadzeniu trudno stwierdzić. W 1914 roku rozpoczęła nowicjat i otrzymała imię Gebharda. W czasie I wojny światowej siostry katarzynki zostały skierowane do pracy na rzecz żołnierzy walczących na Śląsku. Gebharda jako nowicjuszka i pielęgniarka została wysłana do lazaretu we Wrocławiu i Brzegu. Śluby zakonne złożyła w 1918 roku i po nich została skierowana do pracy w klasztorze w Lidzbarku Warmińskim. Pierwszy klasztor powstał tam w 1587 roku był jednym z sześciu w tym mieście. Zgromadzenie Sióstr św. Katarzyny prowadziło tam szpital, hospicjum, pensjonat dla dziewcząt, dom dla osób starszych. W 1921 roku siostra Gebharda złożyła śluby wieczyste. Najdłużej pracowała w pensjonacie dla dziewcząt, jednak władze nazistowskie nakazały jego zamknięcie w 1937 roku. Pracowała jako kucharka, a potem i przełożona w domu dla starszych pań, który powstał w miejsce pensjonatu dla dziewcząt. 31 stycznia 1945 roku żołnierze Armii Czerwonej wtargnęli do Lidzbarka Warmińskiego, w mieście znajdowało się sporo uciekinierów z różnych stron Warmii, w tym siostry z domu w Barczewie. Wieczorem 2 lutego 1945 roku siostry zostały przez pijanych żołnierzy umieszczone w refektarzu. Były tam bite, szarpane oraz próbowano je rozdzielić, by dokonać gwałtu. W zamieszaniu tym zastrzelono s. Anicetę. Przy konającej uklękła s. Gebharda i zaczęła odmawiać modlitwy za konających. Ten sam żołnierz, który strzelił do s. Anicety, wpadł w szał i zastrzelił s. Gebhardę. Trafił ją prosto w serce.
- Maria Sabinella Angrick[2][3] (ur. 29 września 1880 w Dąbrowie, zm. 2 lutego 1945 w Lidzbarku Warmińskim). Rozalia urodziła się w miejscowości Dąbrowa, 15 km od Braniewa. Jej rodzice, Antoni i Amalia Schulz, posiadali jedenaścioro dzieci. Wychowywano je w sporej posiadłości rolnej. Byli uważani za zamożnych ludzi. Rozalia uczęszczała do szkoły podstawowej w swojej rodzinnej wsi, a potem do Kolegium w Braniewie, gdzie zapewne nauczyła się gry na fortepianie i gdzie poznała siostry katarzynki. W 1900 roku przekroczyła progi Zgromadzenia sióstr Katarzynek, a rok po niej do Zgromadzenia zgłosiła się jej rodzona siostra Amalia. W 1902 roku s. Sabinella złożyła śluby wieczyste. Na polecenie matki generalnej pozostała w Braniewie w pierwszym klasztorze pamiętającym fundatorkę matkę Reginę Protmann. Przez jedenaście lat swojego życia w Braniewie zajmowała się wieloma przydzielonymi jej zadaniami. Pewne jest to, że ukończyła szkołę pielęgniarska i otrzymała dyplom państwowy. Po wybuchu I wojny światowej zajmowała się rannymi. W 1919 otrzymała zadanie otwarcia nowego zakonnego domu w Stąpkach. Pracuje tam do 1923 roku, opiekując się ludźmi chorymi w siedmiu wioskach i dodatkowo parafią Unikowo. Powraca do Braniewa, skąd w 1926 roku została skierowana do Lidzbarka Warmińskiego. To w tym mieście pozostanie do końca życia jako przełożona wspólnoty. Pierwszym zadaniem w Lidzbarku Warmińskim było kierowanie wspólnotą i pensjonatem dla dziewcząt, który z biegiem czasu zmieniono na dom dla starszych pań. Zamknięcie pensjonatu wiązało się z polityką nazistowskich Niemiec. Rok 1939 przyniósł s. Sabinelli nominację na przełożoną najstarszego domu zakonnego w tym mieście, założonego jeszcze przez fundatorkę Zgromadzenia. Przez cały okres II wojny światowej kierowała swoją wspólnotą z rozwagą budząc powszechny szacunek sióstr i mieszkańców, była niekwestionowanym autorytetem. Wieczorem dnia 2 lutego 1945 roku żołnierze Armii czerwonej wtargnęli do klasztoru. Zaczęło się bicie, poniżanie, grabienie i gwałty. Siostry umieszczono w refektarzu. Siostra Sabinella z całych sił broniła młodszych sióstr przed gwałtem. Jako przełożona była świadkiem zastrzelenia s. Anicety i s. Gebhardy, za które czuła odpowiedzialność. Gdy osunęła się na krzesło, inny z agresorów strzelił do niej trafiając w aortę szyjną. Następnego dnia ciała zamordowanych sióstr wyniesiono na podwórze i położono pod werandą budynku klasztornego, próbowano uzyskać pozwolenie na ich pochówek w kwaterze sióstr na miejscowym cmentarzu. Pozwolenia nie otrzymano. Pozostałe siostry katarzynki opuściły klasztor i wróciły do niego w czerwcu 1945 roku. Nie ma naocznego świadka, co stało się z ciałami trzech sióstr z Lidzbarka Warmińskiego.
- Maria Bona Pestka[2][3] (ur. 1905, zm. 1 maja 1945 w Ornecie). Anna Pestka urodziła się w 1905 roku. Nie zachowały się żadne dokumenty mówiące o jej pochodzeniu i rodzicach. Prawdopodobnie była sierotą wychowaną w domu dziecka lub podrzutkiem. Musiała w jakiś sposób być znana siostrom Katarzynkom, gdyż przyjęły ją do nowicjatu w 1929 roku, bez aktu urodzenia, metryki chrztu itp. Przypuszczalnie przed wstąpieniem do Zgromadzenia pracowała, gdyż uzbierała odpowiednią kwotę na posag zakonny. W 1932 roku składa swoją pierwszą profesję zakonną w obecności bp. Kallera. Została posłana do Szpitala Mariackiego w Olsztynie jako pomoc administracyjna. Prawdopodobnie wynikało to z jej pracy przed wstąpieniem do Zgromadzenia. Pewnym jest to, że umiała pisać na maszynie. Siostra Bona złożyła śluby wieczyste 30 kwietnia 1935 roku. Przed rokiem 1940 s. Pestka zaraziła się gruźlicą i została umieszczona w szpitalu Mariackim, a stąd przewieziono ją do zakładu gruźliczego w Ornecie. Gdy podratowała zdrowie, wracała do swojej wspólnoty w Olsztynie albo brała czynny udział w rekolekcjach w konwencie braniewskim. Stan jej zdrowia pogorszył się w 1944 roku i została umieszczona na stałe w sanatorium w Ornecie. Aż trzy siostry próbowały leczyć tam ostatnie stadium gruźliczej choroby. Siostra Bona, Rolanda i Gunhilda nie przeczuwały wtedy jeszcze, że stoczą walkę o swoją godność. Miały świadomość nadchodzącej śmierci z powodu choroby, nie zaś z powodu barbarzyństwa żołnierzy. Pod koniec stycznia 1945 roku wojsko radzieckie stanęło pod murami Ornety. W sanatorium na Wzgórzu św. Andrzeja zostali tylko kalecy, ciężko chorzy na gruźlice i osoby chore psychicznie. Mimo walki o ich ewakuację, ludzie ci zostali zamordowani. Trzy siostry katarzynki ukryto w pokoju w piwnicy, który został jednak przez żołnierzy odkryty. Siostra Bona została w okrutny sposób wykorzystana. W zachowanych relacjach, siostry, które przeżyły, nie były w stanie opisać tego, co widziały. Po kilku tygodniach pozwolono zakonnicom odejść do ich klasztoru w centrum miasta. Siostra Bona zmarła 1 maja 1945 roku. Pochowano ją na cmentarzu w Ornecie.
- Maria Gunhilda Steffen[2][3] Maria Gunhilda Steffen (ur. 2 września 1918 w Woli Wolknickiej, zm. 30 maja 1945 w Ornecie). Dorota urodziła się 2 września w rodzinie Antona i Klary Graf. Wieś Wola i jej mieszkańcy utrzymywali się z pracy na roli, czy też pracy w leśnictwie. Anton po zawarciu związku małżeńskiego zamieszkał u swojej żony, gdyż nie było w rodzinie Graf męskiego potomka. Jej ojciec miał dwie pasje: muzykę i konie. Po ukończeniu szkoły podstawowej Dorota uczęszczała do liceum w Pieniężnie, gdzie uczyły się dziewczęta i chłopcy. Na wiosnę 1937 roku Dorota poprosiła zapewne o przyjęcie jej do wspólnoty sióstr św. Katarzyny. Po przyjęciu do nowicjatu s. Gunhildę przeznaczono do pracy wychowawczej. Została skierowana na praktyki do Lidzbarka Warmińskiego. Pierwsze śluby zakonne s. Steffen miały odbyć się we wrześniu 1939 roku, jednakże z powodu wybuchu II wojny światowej zostały przełożone. Klasztory w Braniewie przyjęły pod swój dach uciekinierów z Poznania i Warszawy. Przez całe dwa miesiące pomagano tym, którzy szukali schronienia. Dnia 26 października 1939 roku s. Gunhilda złożyła swoje pierwsze śluby. Pozostała w Braniewie zajmując się pracą w szkole albo też w przedszkolu. W 1941 roku przełożeni Zgromadzenia wysłali młodą siostrę do pomocy administracyjnej przy szpitalu Mariackim w Olsztynie. Pracowała tam obok sióstr: Krzysztofy, Liberii, Maurycji i Bony. Tam też s. Gunhilda zaraziła się gruźlicą. Leczyła się w Lidzbarku Warmińskim i Gietrzwałdzie. Śluby wieczyste złożyła prawdopodobnie na wiosnę lub jesień w 1942 roku. W 1944 roku przebywała już na długoterminowym leczeniu na Wzgórzu św. Andrzeja w Ornecie. W styczniu 1945 roku stało się jasne, że ze wschodu przez Ornetę przetaczają się tysiące uchodźców z Prus Wschodnich. Do Ornety ciągnęły oddziały Armii Czerwonej. Przełożona wspólnoty umieściła umierające i słabe siostry w specjalnym pokoju w piwnicy, mając nadzieję, że nie dopadną ich żołnierze ze wschodu. Jednak miejsce ukrycia zostało odnalezione i s. Gunhilda stoczyła nierówną walkę o swoją godność. Została brutalnie pobita, zbiorowo zgwałcona i trzykrotnie postrzelona. Kule przeszyły klatkę piersiową, obojczyk i przedramię. Leżała w kałuży krwi, nie było bandaży ani środków przeciwbólowych. Zakładano, że s. Gunhilda wkrótce umrze. Mimo upływu krwi jej gehenna trwała do maja. Dopiero 3 marca pozwolono grupie ocalałych sióstr opuścić teren Wzgórza św. Andrzeja. Udały się do starego klasztoru w centrum miasta. Tam spokojnie 30 maja 1945 roku zmarła s. Gunhilda. Została pochowana w kwaterze sióstr na cmentarzu w Ornecie, obok zmarłej s. Bony.
- Maria Rolanda Abraham[2][3] (ur. 17 czerwca 1914 w Tolkmicku, zm. 25 czerwca 1945 w Ornecie). Maria urodziła się w 1914 roku jako córka marynarza Józefa i jego małżonki Anny Zimmermann. Była najstarszym dzieckiem. Zaraz po niej urodził się brat Paul i siostra Margaret. Józef i Paul zginęli później na morzu w czasie wykonywania swojej pracy. Rodzina mieszkała w wynajętym domu, którego właścicielem był armator, dla którego pływał Józef. Maria skończyła szkołę podstawową, nie pobierała dalszej nauki, gdyż rodziny nie było stać na gimnazjum czy też liceum. Maria związała się z Tolkmicku z Sodalicją Mariańską. Miała wielkie nabożeństwo do Matki Bożej. Od 1933 roku w Tolkmicku przynależność do Kościoła katolickiego wiązała się z szykanami i prześladowaniem ze strony szybko rozwijającej się w tym miejscu NSDAP. Maria mając 18 lat postanowiła wstąpić do Zgromadzenia Św. Katarzyny. Aby uzbierać na posag, zatrudniła się w charakterze pomocy domowej u dyrektora szkoły podstawowej. Niestety z powodów społecznych Maria otrzymała odpowiedz odmowną. Zgromadzenia nie przyjmowały w swoje szeregi córek marynarzy, żeglarzy czy też służących. Obawiano się postaw moralnych takich kandydatek. Na szczęście Maria otrzymała pomoc od wspólnoty katarzynek w Tolkmicku. Wystawiły one, wraz z dyrektorem szkoły i proboszczem, jej wspaniałe świadectwo moralności. Furtę klasztoru Maria przekroczyła w 1933 roku. Została skierowana do szkoły pielęgniarskiej w Berlinie, gdzie otrzymała dyplom państwowy. Po powrocie do Braniewa rozpoczęła nowicjat wraz z s. Leonis z Gdańska. Praktykę zakonną s. Rolanda odbyła w domu zakonnym w Kolonie oraz w Królewcu. Pierwsze śluby zakonne złożyła 2 maja 1938 roku w obecności kanonika Władysława Świtalskiego, który w 1945 roku został zamordowany we Fromborku z rąk żołnierza Armii Czerwonej. Jej pierwszą placówką stał się szpital ortopedyczny we Fromborku. Tam pracowała jako rehabilitantka i masażystka. Wiosną 1941 roku złożyła swoje śluby wieczyste. Szpital we Fromborku zwany Domem Kopernika podlegał Caritas Diecezji Warmińskiej. Prowadził go salwatorianin, który później porzucił kapłaństwo i stał się agentem partii nazistowskiej. Siostry katarzynki pozostały w tym szpitalu tylko dlatego, że nie było kim zastąpić tak wykwalifikowanego personelu. Między rokiem 1943 a 1944 wykryto u s. Rolandy objawy choroby gruźliczej. Dla ratowania zdrowia przebywała w Tolkmicku i Ornecie. 20 stycznie 1945 roku na Ornetę spadły pierwsze bomby. Miasto zaludniło się uciekinierami z Olsztyna. Siostry podjęły decyzje o pozostaniu z chorymi. Żołnierze niemieccy nie chcieli udzielać pomocy chorym, bo byli tylko dla nich ciężarem przy ewakuacji. Trzy chore siostry na gruźlicę umieszczono w specjalnym pokoju w piwnicy, licząc, że nie zostaną odnalezione przez żołnierzy Armii Czerwonej. Grupa żołnierzy odnalazła to miejsce. Siostra Rolanda przeszła przez tortury, zbiorowy gwałt połączony z sadystycznym biciem. Jej twarz była nie do poznania. Opuchnięta, posiniaczona cała w ranach. Pogruchotane i popękane kości czaszki. W marcu wyrzucono siostry katarzynki ze wzgórza św. Andrzeja, skierowano je do starego klasztoru. Tam też, po wielkich cierpieniach i wewnętrznych zmaganiach, zmarła 25 czerwca 1945 roku. Pochowano ją na cmentarzu w Ornecie obok siostry Bony I siostry Gunhildy.
- Maria Caritina (Charitina) Fahl[2][3] (ur. 10 marca 1887 w Miejskiej Woli, zm. 5 czerwca 1945 w Gdańsku). Urodziła się w rodzinie nauczyciela Antona i Marii Trebbau. Było to drugie małżeństwo nauczyciela religii. W 1888 roku zmarła matka Jadwigi i Anton po raz trzeci stanął na ślubnym kobiercu. Jego wybranką została Magdalena Hallmann. Z trzech małżeństw Anton Fahl miał w sumie gromadkę osiemnastu potomków. Rodzina mieszkała w domu tuż przy szkole, w której uczył ojciec Jadwigi. Miał też 10 hektarów ziemi, sprzedawał polisy ubezpieczeniowe i leki. Trzy siostry Jadwigi wstąpiły do Zgromadzenia sióstr św. Katarzyny. Otrzymały tam imiona Augusta, Elwira i Gottfilda. Dokładna data wstąpienia do Zgromadzenia nie jest znana, pewne jest to, że jako postulantka uczyła się w seminarium nauczycielskim w Braniewie. W 1910 roku została przyjęta do nowicjatu zaś pierwsze śluby złożyła w 1912 roku. Swoją pierwszą pracę na rzecz Zgromadzenia podjęła w Braniewie, jako wychowawczyni w pensjonacie dla dziewcząt. W 1917 roku przeniesiono ją do Kętrzyna, gdzie pracowała jako katechetka. Udzielała tam też lekcji gry na fortepianie, organizowała zajęcia pozalekcyjne, gdzie przygotowywała pomoce naukowe i dekoracje. Została również przełożoną kętrzyńskiej wspólnoty. Po 14 latach pracy w Kętrzynie, zostaje, decyzją Matki generalnej, mianowana sekretarzem Zgromadzenia. W 1932 roku wraz z całym zarządem przeniosła się do nowego domu generalatu i nowicjatu na obrzeżach Braniewa. Siostra Caritina z wielkim poświęceniem w Domu Regina Coeli tworzy archiwum Zgromadzenia. Prowadziła obfitą korespondencję z wszystkimi prowincjami i siostrami, których w tamtym czasie w Zgromadzeniu jest ponad tysiąc. W 1933 roku zostaje wysłana, w charakterze opiekuna, na Jubileusz Roku Świętego do Rzymu, zaś rok później matka generalna Arcadia Schmalenbach zabiera ją w podróż do Brazylii, gdzie ma z nią wizytować 25 placówek Zgromadzenia. Siostry katarzynki obecne były tam już od ponad 35 lat i posiadały ponad 230 członkiń. Podróż do Brazylii odbyła się sterowcem, który z południowych Niemiec kursował do Nowego Yorku lub Rio de Janeiro. Po podróży s. Caritina prowadziła jeszcze bardziej obfitą korespondencję z prowincją w Brazylii, a w Braniewie organizowała spotkania i wykłady na temat pracy sióstr w tamtym rejonie świata. W roku 1940 po śmierci wikarii generalnej Matki Grimm, zarząd generalny powołał na to stanowisko siostrę Caritinę. Rzeczywistość wojenna sprawiła, że nie można było zwołać kolejnej kapituły generalnej. Wiele sióstr widziało w niej przyszłą matkę generalną zgromadzenia. Cały okres II wojny światowej dom Zgromadzenia w Braniewie służył chorym, uciekinierom, uchodźcom itp. Pod koniec 1944 roku wiedziano już, że trzeba ewakuować miasto i ruszyć na zachód. W styczniu 1945 w Braniewie pojawiły się osoby uciekające z Olsztyna. Przybyły też siostry katarzynki, którym udało się uciec z chorymi z transportów ewakuacyjnych. Opowiadały o bestialstwie żołnierzy Armii Czerwonej. Chorych umieszczono w piwnicach klasztoru, Matka wikaria zaś zabezpieczała pamiątki i ważne dokumenty Zgromadzenia. Nalot bombowy spowodował zniszczenia na cmentarzu zakonnym, jak i położonej w sąsiedztwie stadninie, a jedna z bomb wpadła do klasztornej kaplicy na drugim piętrze. Dnia 24 lutego 1945 roku Matka generalna wraz z wikarią zarządziły ewakuację z klasztoru. Pod klasztor podjechały dwie ciężarówki. Osiemdziesiąt sióstr wywieziono do Świętej Siekierki. Tam podzieliły się na grupy. Jedne przeszły przez zamarznięty Zalew Wiślany, część przy tym zginęła, inna część dotarła do Piławy koło Królewca. Stamtąd parowcem miały płynąć do Prus Zachodnich, niestety statek został przekierowany do Gdyni. Po tułaczce zatrzymały się w Gdańsku. Siostra Caritina wraz z matką generalną i innymi siostrami zamieszkała u starszej kobiety na peryferiach Gdańska w Brętowie. Tam na początku czerwca zostały zaatakowane przez żołnierzy Armii Czerwonej. Chodziło im tylko o porwanie najmłodszych sióstr w celu dokonania gwałtu. Matka Arkadia i s. Caritina z całych sił broniły swoich towarzyszek. Siostra Caritina, młodsza od matki generalnej o 20 lat, z wielkim zapałem broniła swoich podopiecznych, a otrzymywała tak ogromne ciosy kolbą karabinu, że krew tryskała jej z ust i nosa. Zmarła dwa lub trzy dni później z powodu obrażeń 5 czerwca 1945 w Gdańsku. Spoczęła bez trumny na małym cmentarzu przy kościele w Gdańskiej dzielnicy Brętowo.
- Maria Xaveria Rohwedder[2][3] (ur. 25 maja 1882 w Płoskini, zm. 25 listopada 1945 w Pile). Maria urodziła się w 1882 roku w bogatej rodzinie Petera i Joanny Marquardt. Jej przodkowie przybyli na te tereny 300 lat wcześniej jako niemieccy osadnicy. Jej wuj, ks. Julius Marquardt, był profesorem w Liceum Hosianum w Braniewie, zaś starsza siostra wstąpiła do Zgromadzenia sióstr św. Katarzyny, otrzymując imię Fulgentia. Zmarła na tyfus w Olsztynie w 1903 roku. Maria po ukończeniu szkoły podstawowej w Płoskini rozpoczęła naukę w liceum w Braniewie, a następnie wstąpiła do seminarium nauczycielskiego. W Pieniężnie rozpoczęła swoją pierwszą pracę jak nauczycielka. Następnie udała się na Śląsk, gdzie w jednym z wielkich majątków objęła posadę guwernantki. Prawdopodobnie po śmierci jej siostry wróciła do rodzinnego domu i dnia 15 sierpnia 1904 roku zapukała do furty zakonnej. Po odbytym nowicjacie, 24 kwietnia 1907 złożyła śluby zakonne. Swoją pracę rozpoczęła od prowadzenia pensjonatu dla dziewcząt w Braniewie. W 1921 roku matka generalna Valeria Fuerske powierzyła jej zadanie wychowywania postulantek. Stała się mistrzynią postulatu. W 1925 roku została wybrana, podczas kapituły generalnej, do Zarządu Generalnego. Była do niego wybierana wielokrotnie, co świadczy o jej pozwaniu i szacunku, jakim obdarzały ją inne siostry. Została też przełożoną starego klasztoru, który został zbudowany jeszcze przez samą fundatorkę Zgromadzenia. W 1941 mianowano ją przełożoną sióstr na Wzgórzu św. Andrzeja w Ornecie. Tam podjęła desperackie kroki, by w pracę szpitala nie ingerowało gestapo. Groziło jej aresztowanie, więc siostry postanowiły ukryć Xaverię i wysłać do Braniewa. Bardzo przeżyła wywiezienie osób starszych i chorych psychicznie do obozów zagłady. Zostaje skierowana do domu w Dobrym Mieście. Tu koordynuje prace związane z prowadzeniem szpitala i klasztoru. W 1945 roku po wtargnięciu żołnierzy Armii Czerwonej, siostry zostają odesłane do Olsztyna. Nie wiadomo, co stało się z grupą osób, którymi opiekowały się katarzynki w krypcie kaplicy św. Mikołaja. Pod koniec marca 1945 roku siostry zamieszkały w zniszczonym klasztorze franciszkanów, tam doczekały ogłoszenia końca wojny w maju 1945 roku. Po wyzwoleniu za namową nowego burmistrza miasta Olsztyna zorganizowały mały szpitalik. 2 września 1945 roku siostra Xaveria powróciła do Dobrego Miasta i zamieszkała w zniszczonym domu zakonnym. Doprowadziła szpital św. Józefa do takiego stanu, że można było tam przyjmować pacjentów. Nowy lekarz powiatowy nie mógł znieść, że szpitalem kieruje osoba bez wykształcenia medycznego. Siostry Katarzynki – pielęgniarki z dyplomem państwowym pozostawił w pracy, zaś siostrę Xaverię zaczął upokarzać i zwalczać. Problemem był tu również brak znajomości języka polskiego i podeszły wiek s. Xaverii. W listopadzie 1945 roku nadarzyła się okazja, by wraz z pozostałą ludnością niemiecką wyjechać w głąb Niemiec. Na olsztyńskim dworcu odebrano wszystkim podróżującym cały ich dobytek. Pociąg pokonywał trasę w bardzo wolnym tempie i co rusz miał postoje. Gdy zatrzymał się w Iławie, do wagonów zaglądali żołnierze radzieccy oraz polscy. Jeden z żołnierzy sowieckich rzucił się na s. Xaverię i próbował zgwałcić ją na oczach wszystkich. Ta dzielnie się broniąc otrzymała kilkanaście ciosów karabinem w brzuch i twarz – straciła przytomność. Po pewnym czasie pociąg ruszył w dalszą drogę i dotarł do Piły, gdzie stał na bocznych torach pięć dni i nocy. Siostra Xaveria stawała się coraz słabsza. Po powrocie świadomości modliła się szeptem na różańcu za innych i oprawcę. Zmarła cicho i niezauważalnie dnia 25 listopada 1945 roku. Pociąg miał ruszyć w dalszą drogę. Ciało s. Xaverii położono niedaleko torów w ogrodzie warzywnym obok jakiegoś małego domku. Nikt nie wie, co stało się z nim później. Podróżni zapamiętali jej modlitwę. Na wszystkich zrobiła ona ogromne wrażenie.

## Geneza procesu beatyfikacyjnego
Z okazji Wielkiego Roku Jubileuszowego 2000 papież Jan Paweł II zaapelował do episkopatów oraz instytutów zakonnych o stworzenie księgi pamięci męczenników XX wieku. Zgromadzenie Sióstr św. Katarzyny opracowało listę swoich kandydatek obejmującą 105 sióstr/ w tym postulantkę Agnes Kinzel z Królewca/. Wszystkie zmarły w latach 1945–1947, po wkroczeniu żołnierzy Armii Czerwonej na terytorium Prus Wschodnich. Jedne zginęły bezpośrednio z rąk czerwonoarmistów, inne umarły na skutek maltretowania, pobicia i zarażenia się tyfusem lub czerwonką przy opiece nad chorymi bądź też z wycieńczenia i głodu. Zebrane dokumenty pozwoliły wytypować do procesu beatyfikacyjnego kandydatki cieszące się sławą męczeństwa w Zgromadzeniu Sióstr św. Katarzyny.

## Proces beatyfikacyjny

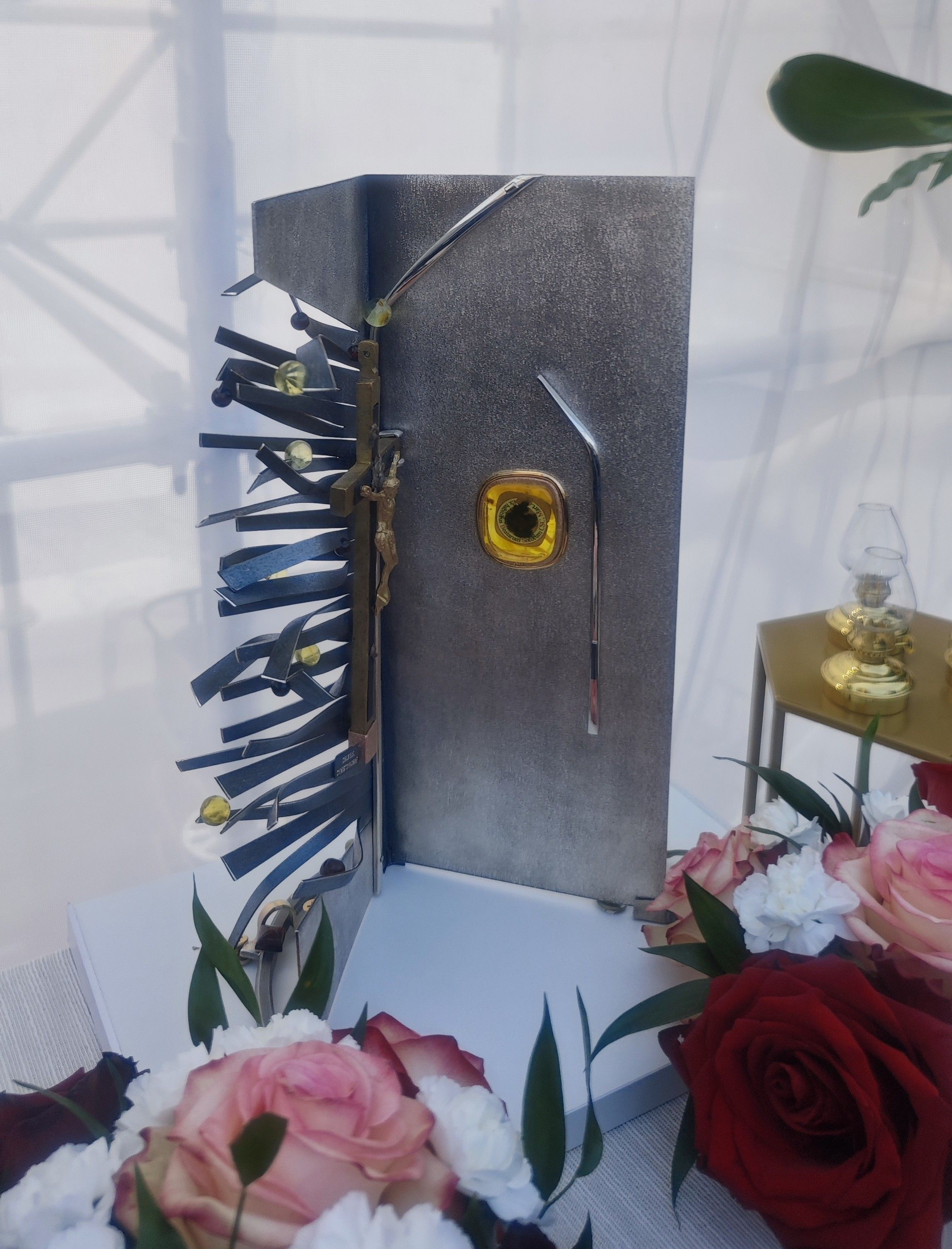
Relikwiarz błogosławionej Marii Krzysztofy Klomfass i XIV towarzyszek

8 grudnia 2004 roku w Braniewie rozpoczęto proces beatyfikacyjny s. Krzysztofy Klomfass i XV towarzyszek. Postulatorem procesu została, z ramienia Zgromadzenia, s. Józefa Krause. Trybunał w składzie: bp Julian Wojtkowski (delegat biskupa), ks. Lucjan Świto (promotor), Brygida Neumann i Gaudencja Zwolak (notariusze). Komisja historyczna pracowała pod kierunkiem ks. prof. Andrzeja Kopiczki.
9 grudnia 2006 roku zamknięto proces beatyfikacyjny na terenie archidiecezji warmińskiej i dokumentację przekazano do Watykanu.
14 marca 2024 roku papież Franciszek podpisał dekret o męczeństwie s. Krzysztofy Klomfass i XIV towarzyszek. Od tego dnia przysługiwał im tytuł Czcigodnych Sług Bożych. Po konsultacjach z Dykasterią do spraw Świętych został ustalony termin beatyfikacji. Z powodu braku akceptacji męczeństwa przez komisję teologiczną z procesu usunięto s. Marię Generosę Bolz i przekierowano jej proces na udowodnienie heroiczności cnót. 
Za pozwoleniem Stolicy Apostolskiej datę beatyfikacji na 31 maja 2025. 22 kwietnia 2025 z powodu śmierci papieża Franciszka i do czasu wyboru nowego papieża, uroczystości zostały zawieszone. 12 maja 2025 Stolica Apostolska ogłosiła, potwierdzając termin beatyfikacji sióstr katarzynek.
31 maja 2025 podczas uroczystej eucharystii na placu przy braniewskim kościele św. Katarzyny pod przewodnictwem kard. Marcello Semeraro, prefekta dykasterii do spraw świętych – w imieniu papieża Leona XIV, odbył się akt włączenia męczennic do grona błogosławionych Kościoła katolickiego. Była to pierwsza w historii uroczystość w archidiecezji warmińskiej.
Ich wspomnienie liturgiczne obchodzone jest 30 maja, dzień przejścia do nieba jednej z męczennic braniewskich.

## Relikwiarz
Relikwiarz autorstwa Andrzeja Adamskiego, złotnika z Braniewa, symbolizuje otwartą księgę. Lewą część relikwiarza tworzy kartka, z której wychodzi15 gałązek. Każda symbolizuje jedną z sióstr zamordowanych przez Armię Czerwoną. Na tym symbolu męczeństwa umieszczono bursztynowe kulki symbolizujące łzy /jasne/ i krew /czerwone/. W tej samej części relikwiarza znajduje się krzyż wydobyty z grobu siostry Krzysztofy Klomfass, jako symbol przynależności męczenniczek do swojego Oblubieńca. Prawa część relikwiarza ma tworzyć wrażenie przestrzeni kaplicy wraz z witrażem. Owym witrażem jest kapsuła relikwiarzowa, wykonana z medalionów losowo wybranych zmarłych sióstr, aby podkreślić dziedzictwo i łączność kolejnych pokolenia sióstr katarzynek. W środku kapsuły umieszczono fragmenty habitów wydobytych z grobów męczenniczek. Kapsuła została zamknięta szlifowanym bursztynem. Zamysłem artysty jest refleksja nad historią. Bardzo prosta forma i chropowata faktura ma kierować widza ku modlitwie. Relikwiarz dzień po beatyfikacji został przez przełożoną generalną m. Marię Ivone Wiest uroczyście wprowadzony i umieszczony w kaplicy klasztornej Regina Coeli po prawej stronie od ołtarza.

## Ekshumacje

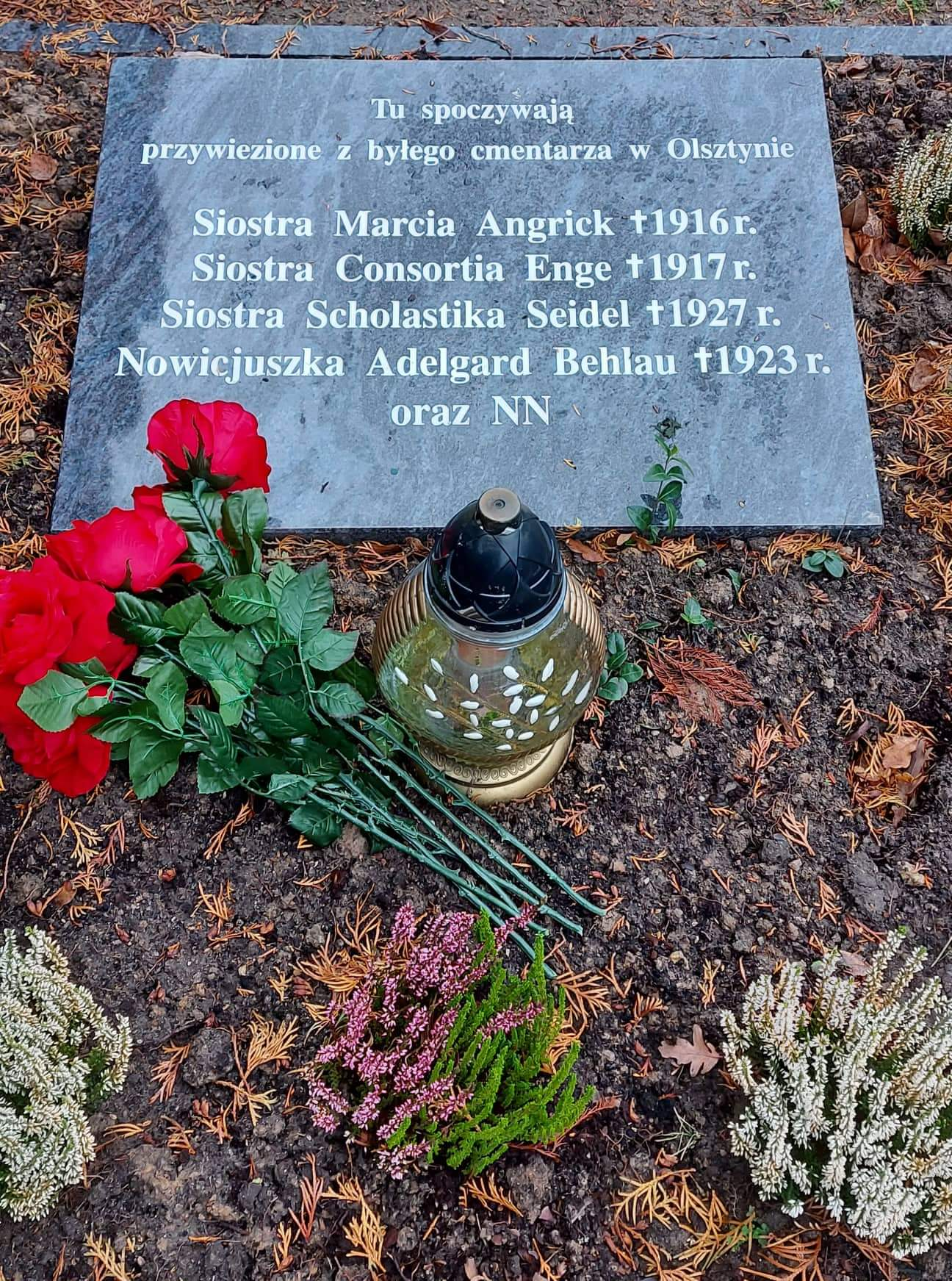
Grób bł. sióstr ekshumowanych z cmentarza w Olsztynie

W dniach 21–22 lipca 2020 roku na cmentarzu w Gdańsku Brętowie dokonano rozpoznania i kanonicznego zabezpieczenia szczątków s. Caritiny Fahl.
W dniach 19–30 października 2020 na splantowanym cmentarzu Mariackim w Olsztynie przy dawnym szpitalu odnaleziono mogiły s. Krzysztofy, s. Liberii oraz s. Generosy. Z terenu byłego cmentarza podjęto również szczątki zmarłych tam wcześniej sióstr katarzynek (s. Angrick +1916, s. Enge +1917, s. Seidel +1927 oraz nowicjuszki Behlau +1923). Szczątki wszystkich spoczęły w zbiorowej mogile na cmentarzu sióstr katarzynek przy klasztorze w Braniewie.
W dniach 7–11 grudnia 2020 na cmentarzu w Ornecie odnaleziono szczątki sióstr Bony, Gunhildy i Rolandy.
Prace ekshumacyjne nadzorował Instytut Pamięci Narodowej. Szczątki zostały przebadane w Instytucie antropologicznym przy Zakładzie Medycyny Sądowej w Gdańsku. Z ramienia Zgromadzenia w ekshumacjach uczestniczyły s. Angela Krupińska oraz s. Patrycja Paśko.
Szczątki błogosławionych spoczęły specjalnie przygotowanym grobowcu na cmentarzu zakonnym przy klasztorze Regina Coeli w Braniewie (na zdjęciu u góry).